# Сула Максим Анатолійович
Максим Анатолійович Сула (нар. 30 жовтня 2002, Одеса, Україна) — український футболіст, півзахисник.

## Життєпис
У ДЮФЛУ виступав у складі «Одеси» та «Чорноморця».
Напередодні старту сезону 2019/20 підписав контракт з «Миколаєвом-2», але до зупинки чемпіонату через пандемію COVID-19 після 20 турів не встиг зіграти жодного матчу. Дебютував за другу команду «Миколаєва» вже наступного сезону, 6 вересня 2020 року в програному (1:2) домашньому поєдинку 1-го туру групи «Б» Другої ліги проти новокаховської «Енергії». Максим вийшов на поле в стартовому складі, а на 46-й хвилині його замінив Євген Черпаков.
У березні 2023 року виїхав з України та став гравцем одного з чеських аматорських клубів.

## Особисте життя
Брат, Дмитро Сула, також футболіст, що виїхав з України в березні 2023 року.